# Arquidiocese de Oristano
A Arquidiocese de Oristano (em latim: Archidiœcesis Arborensis), é uma circunscrição eclesiástica da Igreja Católica na Itália, pertencente à Província Eclesiástica da Sardenha e à Conferenza Episcopale Italiana.
Em 2019 contava 133 mil batizados numa população de 135 mil habitantes. É atualmente governada pelo arcebispo Roberto Carboni.

## Territorio
A Sé està na cidade de Oristano, onde se acha a catedral. O território é dividido em 85 paróquias e 9 vicariados.
Da Província faz parte a única Diocese sufragànea de Ales-Terralba

## História
A diocese foi erguida no Século XI. Nel 1503 à Sé foi unida a antiga diocese de Santa Justa (erugida antes de 1119).

## Cronologia dos Arcebispos do século XX
| #              | Nome                         | Período    | Notas                         |
| Arcebispos     | Arcebispos                   | Arcebispos | Arcebispos                    |
| -------------- | ---------------------------- | ---------- | ----------------------------- |
|                | Roberto Carboni, O.F.M.Conv. | 2019-atual |                               |
|                | Ignazio Sanna                | 2006-2019  |                               |
|                | Pier Giuliano Tiddia         | 1985-2006  |                               |
|                | Francesco Spanedda †         | 1979-1985  |                               |
|                | Sebastiano Fraghì †          | 1947-1978  |                               |
|                | Giuseppe Cogoni †            | 1938-1947  |                               |
|                | Giorgio Francesco Delrio †   | 1920-1938  |                               |
|                | Ernesto Maria Piovella †     | 1914-1920  | Nomeado Arcebispo de Cagliari |
|                | Salvatore Tolu †             | 1899-1914  |                               |
| Bispo-auxiliar |                              |            |                               |
|                | Giovanni Pes                 | 1975-1979  | Nomeado Bispo de Alghero-Bosa |
|                | Tommaso Bichi                | 1880-1901  |                               |